# JBW
JBW Cars era un constructor anglès de cotxes per competicions automobilístiques que va arribar a disputar curses a la Fórmula 1.
JBW es va formar amb el pilot Brian Naylor i el mecànic Fred Wilkinson, que van construir uns monoplaces amb els quals van arribar a competir al campionat del món de la Fórmula 1 en sis curses repartides en tres temporades diferents, debutant al GP de la Gran Bretanya de la temporada 1959.

## Resultats a la F1
| Any  | Pilot        | 1   | 2       | 3   | 4   | 5       | 6   | 7       | 8   | 9       | 10      | Posició | Punts |
| ---- | ------------ | --- | ------- | --- | --- | ------- | --- | ------- | --- | ------- | ------- | ------- | ----- |
| 1959 | Brian Naylor | MON | 500     | HOL | FRA | GBR NVQ | ALE | POR     | ITA | USA     |         | -       | 0     |
| 1960 | Brian Naylor | ARG | MON NVQ | 500 | HOL | BEL     | FRA | GBR 13  | POR | ITA Ret | USA Ret | -       | 0     |
| 1961 | Brian Naylor | MON | HOL     | BEL | FRA | GBR     | ALE | ITA Ret | USA |         |         | -       | 0     |

## Palmarès a la F1
- Curses: 6
- Victòries: 0
- Podiums: 0
- Punts: 0